# Puderbach

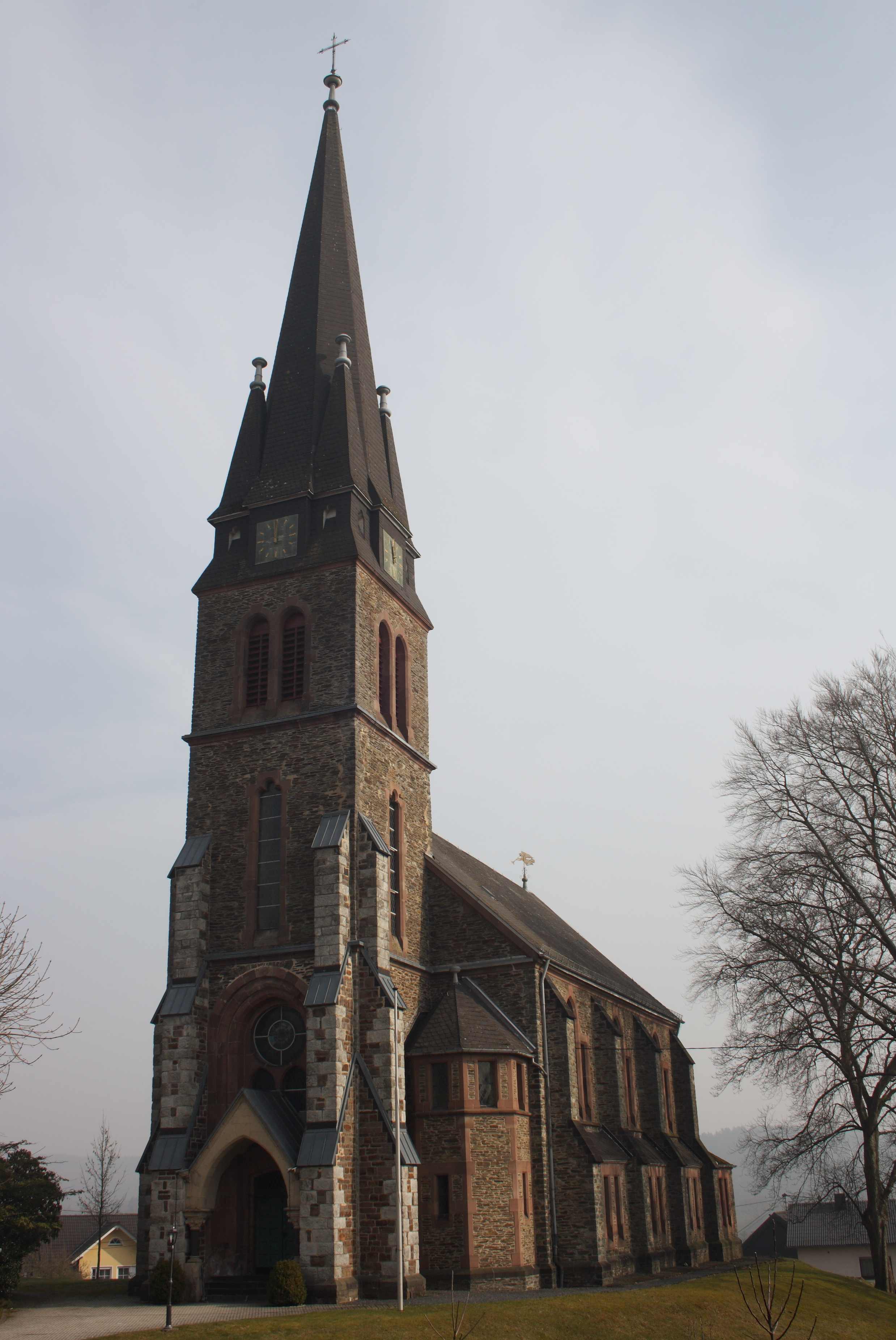
Evangelische Pfarrkirche Puderbach

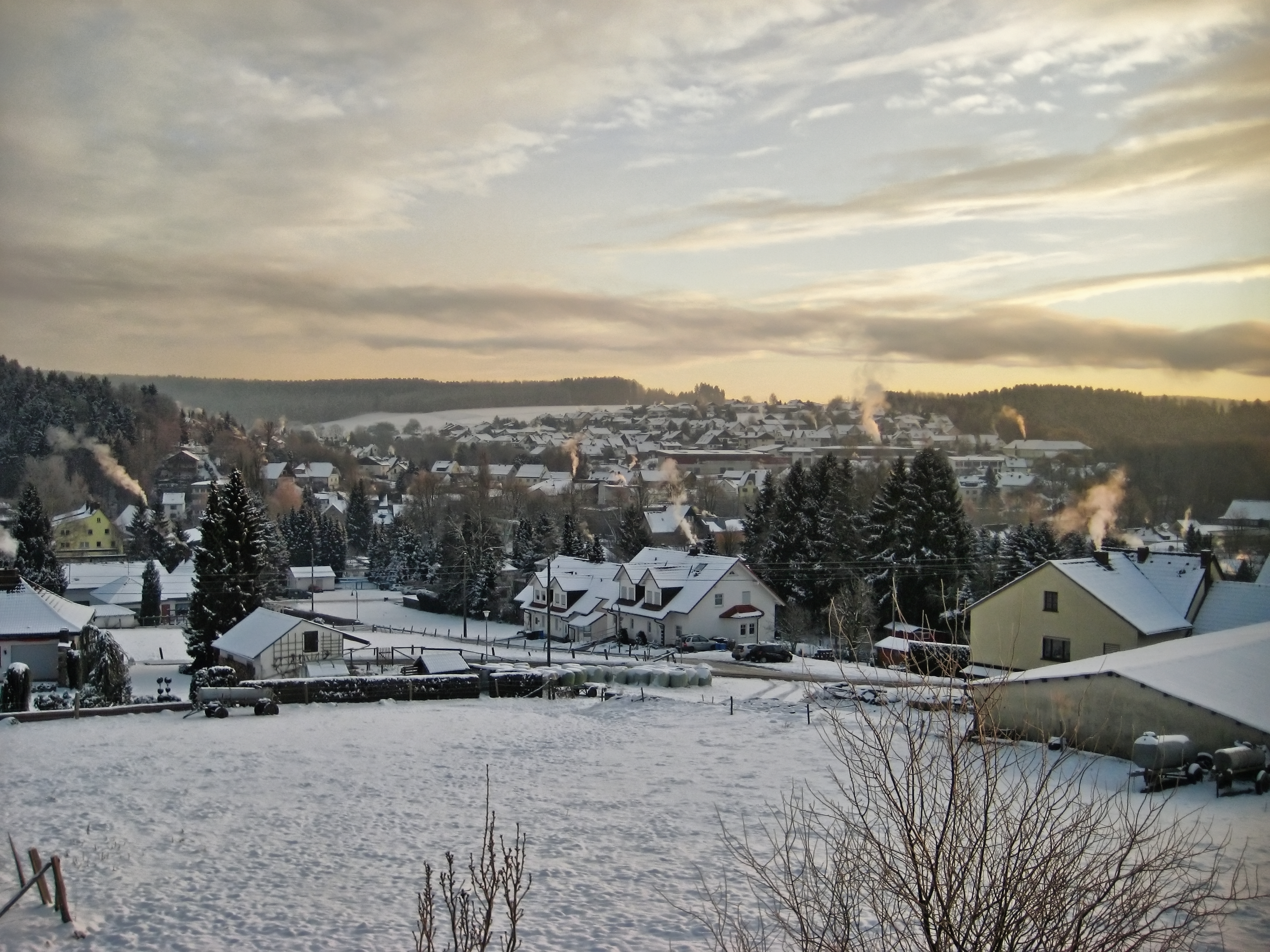
Blick auf das winterliche Puderbach

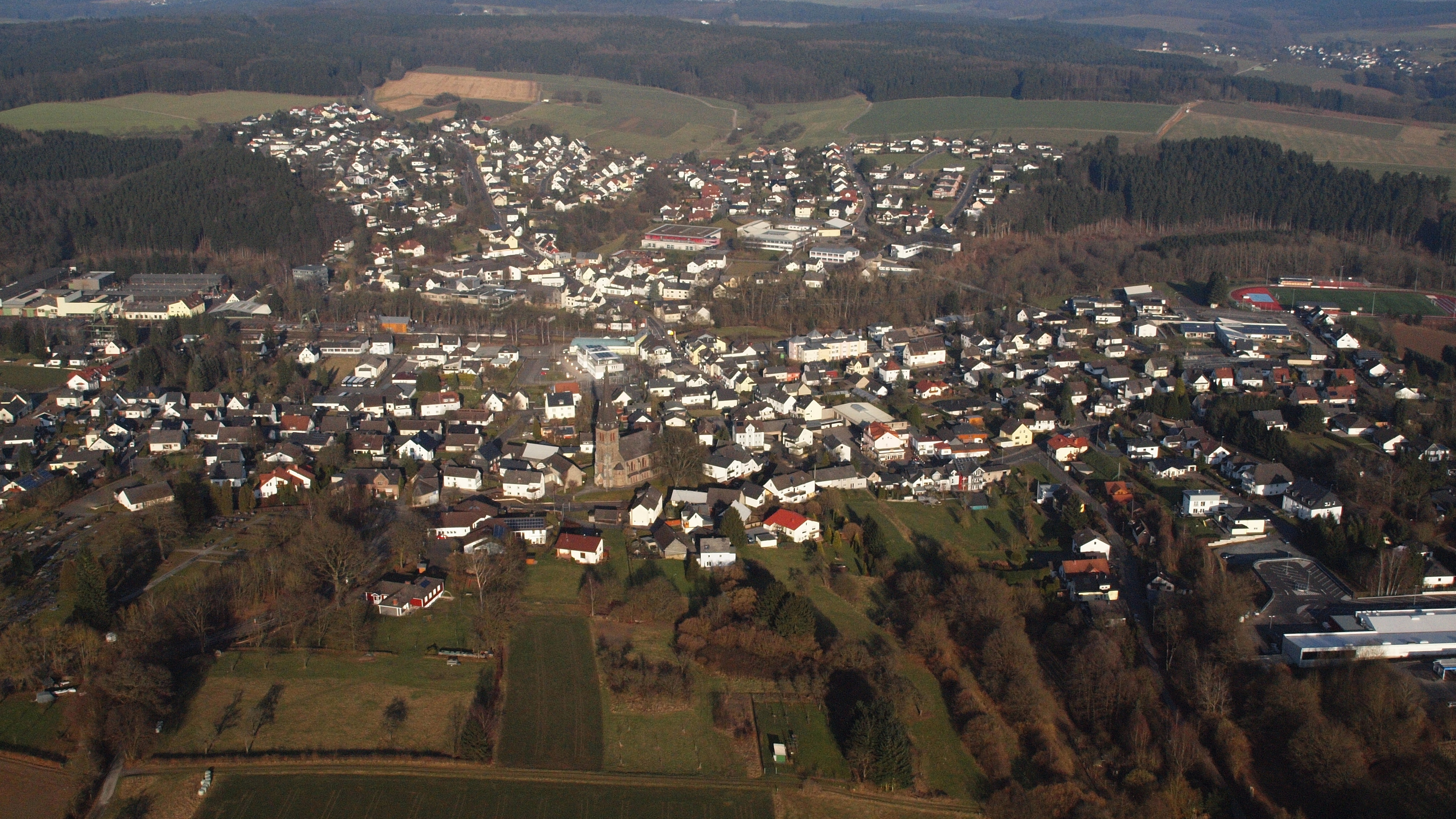
Puderbach, Luftaufnahme 2015

Puderbach ist eine Ortsgemeinde im Landkreis Neuwied im Norden von Rheinland-Pfalz. Der Ort ist Sitz der gleichnamigen Verbandsgemeinde. Puderbach ist gemäß Landesplanung als Grundzentrum ausgewiesen.

## Geographie
Puderbach liegt zwischen Neuwied und Altenkirchen am Rande des Naturparks Rhein-Westerwald. Durch das Gemeindegebiet fließt der Holzbach. Neben dem Hauptort Puderbach umfasst die Ortsgemeinde die Ortsteile Haberscheid, Niederdreis (mit dem Wohnplatz Niederdreisermühle), Reichenstein und Richert (mit dem Wohnplatz Strunkeich).

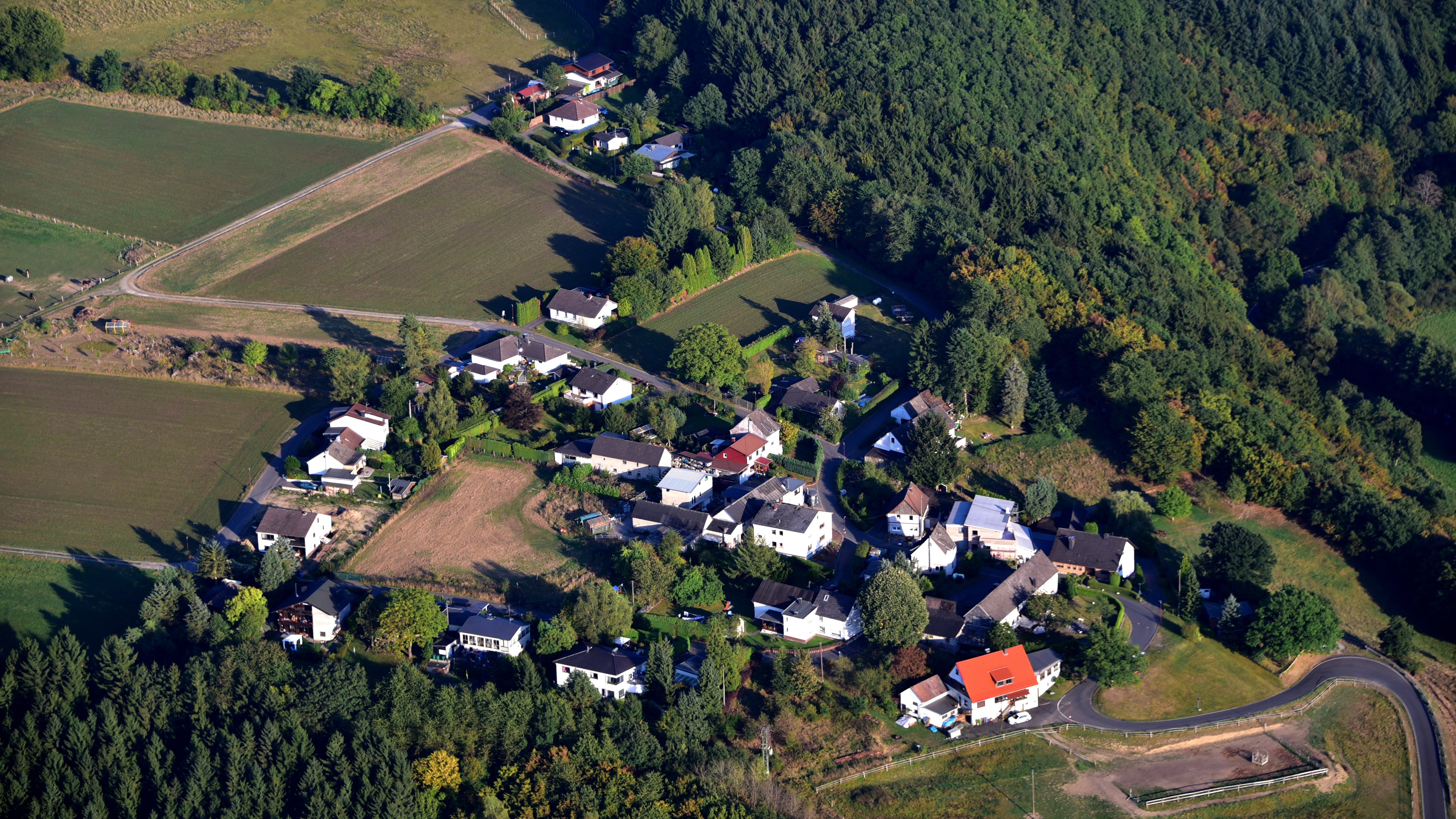
Haberscheid, Luftaufnahme (2016)

## Geschichte
Die Kirche und das Kirchspiel Puderbach wurden erstmals im Jahre 1256 erwähnt. Im gleichen Jahr sind auch Gerichtsrechte der Walpoden von Reichenstein-Neuerburg an einem Berg bei Puderbach bezeugt. Dort errichteten sie später die Burg Reichenstein. Das Gericht mit der Gerichtslinde wurde erstmals 1553 genannt.
Puderbach gehörte in den Jahren 1591 bis 1806 zum Amt Dierdorf der oberen Grafschaft Wied. 1816 kam der Ort zum neu gebildeten preußischen Landkreis Neuwied.
Am 7. Juni 1969 wurden die vier bis dahin selbständigen Gemeinden Haberscheid, Niederdreis, Reichenstein und Richert nach Puderbach eingemeindet.

### Einwohnerstatistik
Die Entwicklung der Einwohnerzahl von Puderbach bezogen auf das heutige Gemeindegebiet; die Werte von 1871 bis 1987 beruhen auf Volkszählungen:
| Jahr | Einwohner |
| ---- | --------- |
| 1815 | 450       |
| 1835 | 609       |
| 1871 | 864       |
| 1905 | 854       |
| 1939 | 1.200     |
| 1950 | 1.278     |
| 1961 | 1.378     |
| 1970 | 1.720     |

| Jahr | Einwohner |
| ---- | --------- |
| 1987 | 2.113     |
| 1997 | 2.272     |
| 2005 | 2.274     |
| 2010 | 2.215     |
| 2011 | 2.425     |
| 2017 | 2.362     |
| 2018 | 2.389     |
| 2022 | 2.467     |

### Konfessionsstatistik
Mit Stand 30. Juni 2005 waren von den Einwohnern 19,3 % römisch-katholisch, 52,1 % evangelisch und 28,6 % waren konfessionslos oder gehörten einer anderen Glaubensgemeinschaft an. Die Anteile der Protestanten und der Katholiken sind seitdem gesunken. Ende Februar 2025 waren 37,5 % der Einwohner evangelisch und 15,6 % römisch-katholisch. 46,9 % gehörten entweder einer anderen Glaubensgemeinschaft an oder waren konfessionslos.

## Politik

### Gemeinderat
Der Gemeinderat in Puderbach besteht aus 20 Ratsmitgliedern und dem Vorsitzenden.
Die Sitze im Rat verteilen sich auf die Wahlvorschläge: SPD 4, CDU 4, FWG 8, Berger 2, Klein 1, Rudolph 1.
Bisherige Sitzverteilungen im Gemeinderat:
| Wahl | SPD | CDU | GRÜNE | FWG | Gesamt   |
| 2019 | 5   | 4   | 2     | 5   | 16 Sitze |
| 2014 | 7   | 4   | 1     | 4   | 16 Sitze |
| 2009 | 8   | 4   | –     | 4   | 16 Sitze |
| 2004 | 10  | 6   | –     | 4   | 20 Sitze |

### Ortsbürgermeister
Im Juni 2024 wurde Oliver Klein zum Ortsbürgermeister gewählt.
Die Vorgänger waren Manfred Pees (CDU) seit 2014 und davor Kurt Nieß.

### Wappen
| Wappen von Puderbach | Blasonierung: „Gespalten durch eine eingebogene silberne Spitze, darin vier rote Schrägbalken, bedeckt von einem schreitenden blauen Pfau; vorn in Silber eine grüne Linde mit bewurzeltem schwarzen Stamm; hinten in Blau auf grünem Hügel eine silberne Burgruine.“                                  |
| Wappen von Puderbach | Wappenbegründung: Pfau und Schrägbalken weisen auf die frühere Zugehörigkeit zur Grafschaft Wied. Die Gerichtslinde verkörpert das ehemalige Gericht in Puderbach. Die Ruine zeigt den ehemaligen Wohnturm der Burg Reichenstein bei Puderbach. Das Wappen ist rechtsgültig seit dem 20. Oktober 1971. |

## Kultur und Sehenswürdigkeiten
- Burgruine Reichenstein, 1310–1320 von Ludwig III von Reichenstein erbaut, 1618 zerstörte der damalige Besitzer Graf zu Wied die Burg vollständig.
- Jüdischer Friedhof

## Wirtschaft und Infrastruktur

### Verkehr
Die nächste Autobahnanschlussstelle ist Neuwied an der Bundesautobahn 3. Der nächstgelegene ICE-Bahnhof ist in Montabaur an der Schnellfahrstrecke Köln–Rhein/Main.
Die Entfernung zum Bahnhof Altenkirchen(Westerwald) beträgt ca. 12 Kilometer, zum Bahnhof Au (Sieg) an der Siegstrecke ca. 23 Kilometer.
Puderbach liegt an der Eisenbahnstrecke Holzbachtalbahn (Altenkirchen-Flammersfeld-Puderbach-Selters-Siershahn), auf der seit 1984 keine Personenzüge mehr im Schienenpersonennahverkehr (SPNV) verkehren.
Da 2006 der Güterverkehr auf der Holzbachtalbahn wieder aufgenommen wurde, ist die Strecke in gutem Zustand und durchgehend befahrbar, daher finden dort jährlich Sonderfahrten mit Schienenbussen durch den Verein Brexbachtalbahn e. V. statt.

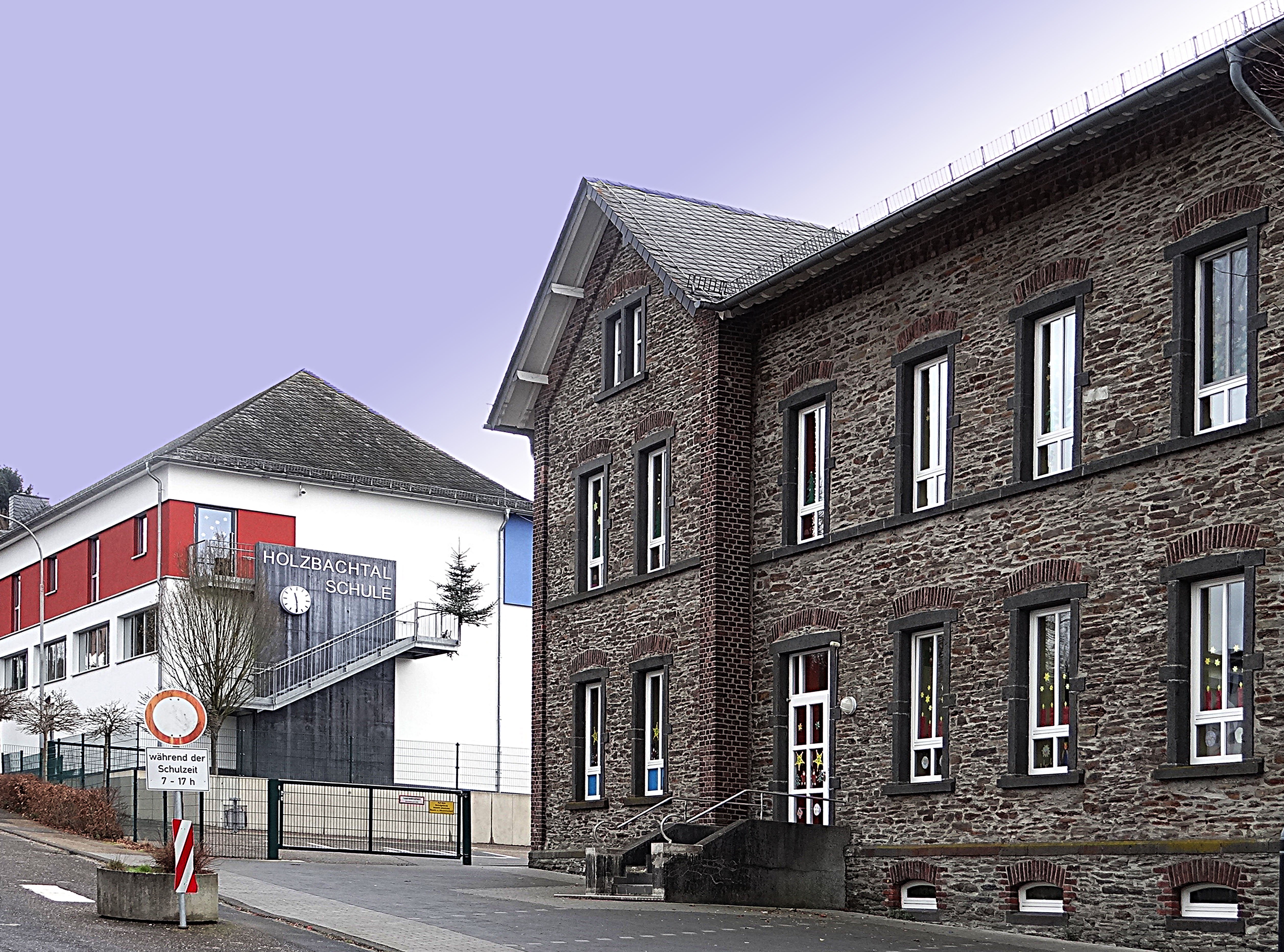
Holzbachtalschule Puderbach

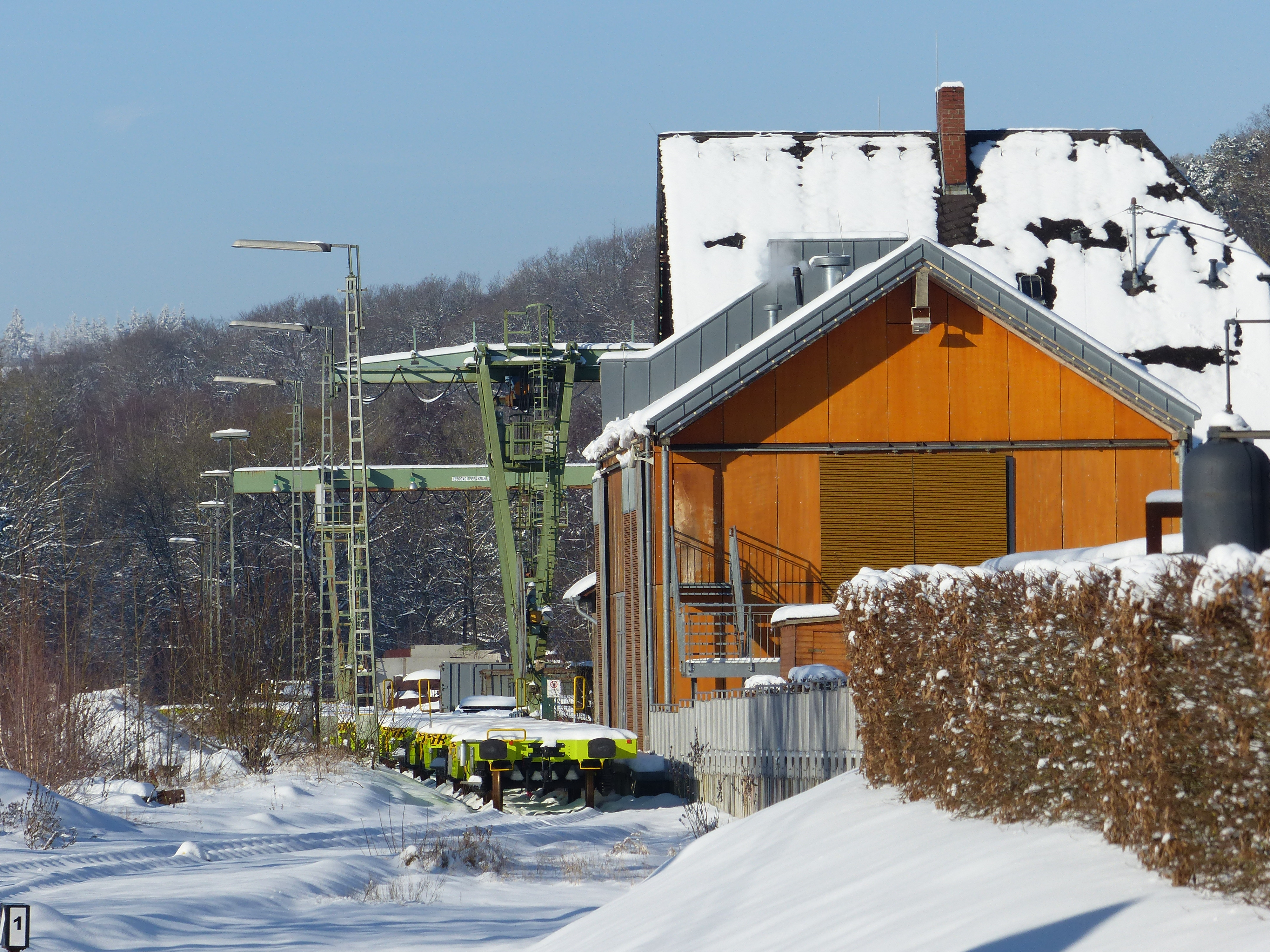
Der Bahnhof Puderbach im Jahre 2024

### Bildung
Das Schulzentrum in Puderbach ist Standort einer Realschule plus und einer Grundschule.

## Persönlichkeiten
- Elsa von Reichenstein (1408–1485), Äbtissin, wurde auf Burg Reichenstein geboren
- Eduard Keetmann (1840–1910), deutscher Theologe, Pfarrer, Oberstudiendirektor und Schulrat.
- Karl Reinhardt (1849–1923), deutscher Lehrer und Schulreformer, geboren in Puderbach
- Friedrich Wilhelm Hachenberg (1884–1960), deutscher Politiker (CDU), geboren und gestorben in Puderbach